# Autoroute surélevée Yan'an
 (octobre 2018).
Si vous disposez d'ouvrages ou d'articles de référence ou si vous connaissez des sites web de qualité traitant du thème abordé ici, merci de compléter l'article en donnant les références utiles à sa vérifiabilité et en les liant à la section « Notes et références ».
L'autoroute surélevée Yan'An (chinois : 延安高架路 ; pinyin : Yán'ān Gāojiàlù ; shanghaïen : Yi'ue Kohgalu) est une autoroute surélevée qui traverse le quartier de Puxi dans la ville de Shanghai en Chine. 
Elle longe la route de Yan'an dans son intégralité, depuis l'extrémité est de l'autoroute G50 Shanghai-Chongqing (en) à l'échangeur de Huqingping (à proximité de l'aéroport international de Shanghai Hongqiao) jusqu'au-delà de l'ancien bâtiment du musée d'histoire naturelle de Shanghaï, où elle se termine et rejoint la route de Yan'an au niveau du sol. Le trafic est alors en partie dirigé vers le tunnel du Bund (terminé en 2010). Les automobilistes qui continuent vers l'est peuvent traverser la rivière Huangpu par le tunnel de l'East Yan'an Road de Pudong.
La vitesse maximale sur l'autoroute surélevée est de 80 km/h.

## Construction
La construction sur la première partie de l'autoroute surélevée du périphérique intérieur à l'aéroport de Hongqiao, a commencé le 28 novembre 1995 et s'est achevée le 2 décembre 1996. À l'origine, l'autoroute continuait sur toute la longueur de la route Yan'an et se terminait par un tournant à gauche en arrivant sur le Bund. En 2008, pour améliorer le paysage urbain de ce quartier historique, la section la plus orientale de l'autoroute a été démolie.

## Histoire du Dragon
Une partie de l'autoroute surélevée est éclairée par des néons bleus, que l'on peut voir dans le film de James Bond, Skyfall. Le pilier central qui soutient la jonction de l'autoroute surélevée Yan'an avec l'autoroute surélevée Nord-Sud est décorée d'un dragon. Une légende locale raconte que lors des travaux, il y avait des problèmes de construction, jusqu'à ce qu'un maître de feng shui demande de représenter le dragon.

## Liste des sorties

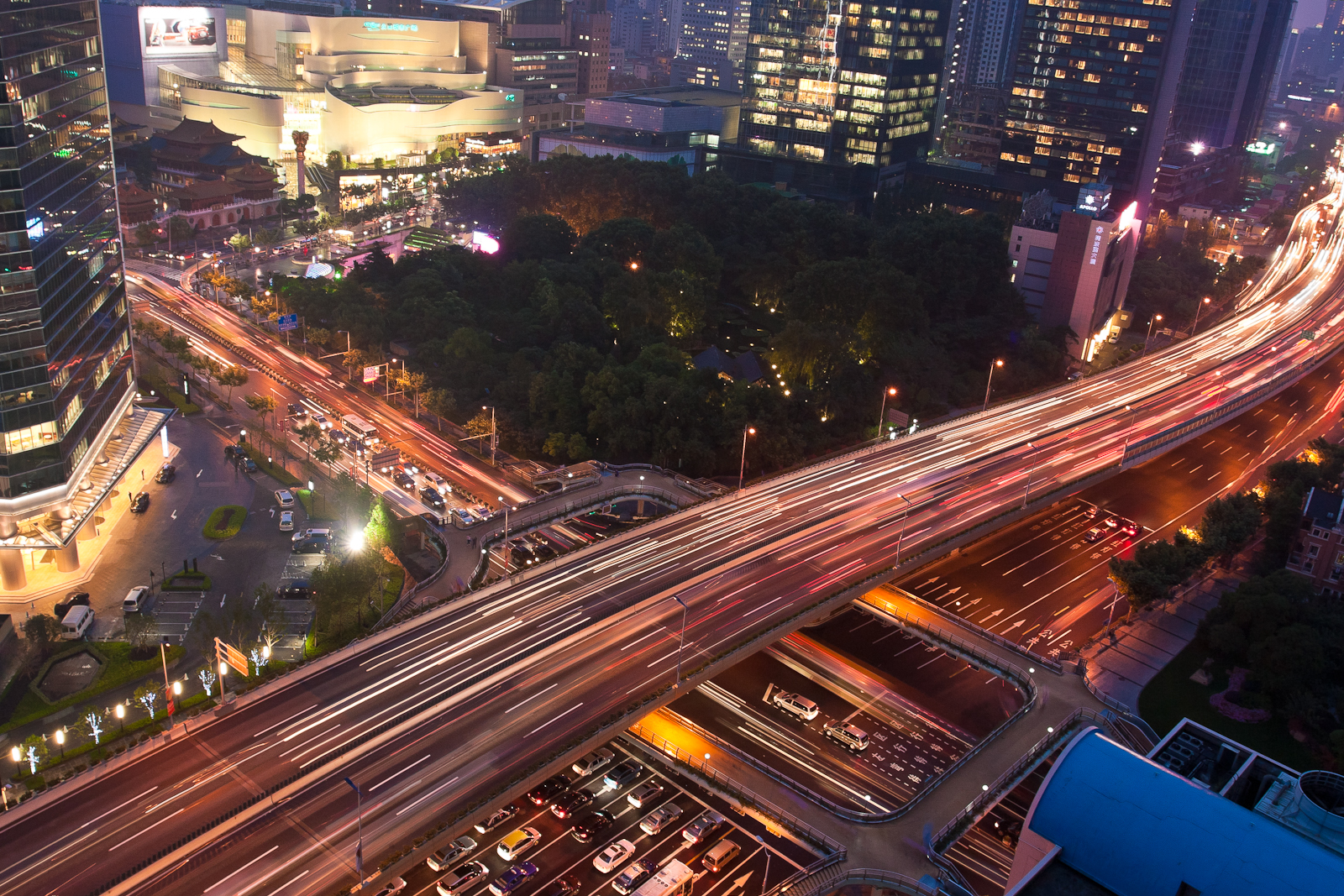
L'autoroute surélevée Yan'an passant au dessus de Huashan Road. Le temple de Jing'an est visible en haut à gauche.

- Yan'an E tunnel routier
- Henan S Road
- Xizang M/S Road
- Autoroute surélevée Nord-Sud (en)
- Shimen 1st Road
- Maoming N/S Road
- Huashan Road
- Jiangsu Road
- Kaixuan Road
- Périphérique intérieur du sud
- Périphérique intérieur élevé du nord
- Hongqiao Road, Gubei Road
- Hongxu Road, au périphérique central
- S20 périphérique extérieur, terminal 1 de l'aéroport international de Shanghai Hongqiao
- Continue comme l'autoroute G50 Shanghai-Chongqing (en)